# Liste der Nummer-eins-Hits in Spanien (1972)
Diese Liste enthält alle Nummer-eins-Hits in Spanien im Jahr 1972. Es gab in jenem Jahr 16 Nummer-eins-Singles.

| | Liste der Nummer-eins-Hits in Spanien | Liste der Nummer-eins-Hits in Spanien | Liste der Nummer-eins-Hits in Spanien                 | 1973 →                    |
| \| Zeitraum \| Wo. ges. \| Interpret \| Titel Autor(en) \| Zusätzliche Informationen \| \| (Zeitraum, Wochen auf Platz eins, Interpret, Titel, Autor[en], zusätzliche Informationen) \| \| \| \| \| \| ----------------------------------------------------------------------------------------- \| -------- \| ------------------ \| ----------------------------------------------------- \| ------------------------- \| \| 25. Oktober 1971 – 9. Januar 1972 11 Wochen \| 11 \| Pop Tops \| Mamy Blue Hubert Giraud, Phil Trim \| – \| \| 10. Januar 1972 – 19. März 1972 10 Wochen \| 10 \| Jeanette \| Soy Rebelde Manuel Alejandro, Ana Magdalena \| – \| \| 20. März 1972 – 26. März 1972 1 Woche \| 1 \| Redbone \| The Witch Queen of New Orleans Pat Vegas, Lolly Vegas \| – \| \| 27. März 1972 – 2. April 1972 1 Woche \| 1 \| Micky \| El chico de la armónica José Fernando Arbex Miró \| – \| \| 3. April 1972 – 9. April 1972 1 Woche \| 1 \| Redbone \| The Witch Queen of New Orleans Pat Vegas, Lolly Vegas \| – \| \| 10. April 1972 – 21. Mai 1972 6 Wochen \| 6 \| Mari Trini \| Yo No Soy Esa Pat Vegas, Lolly Vegas \| – \| \| 22. Mai 1972 – 28. Mai 1972 1 Woche (insgesamt 4) \| 4 \| Chicory Tip \| Son of My Father Giorgio Moroder, Pete Bellotte \| – \| \| 29. April 1972 – 4. Juni 1972 6 Wochen \| 6 \| Paul McCartney \| Give Ireland Back to the Irish Paul, Linda McCartney \| – \| \| 5. Juni 1972 – 18. Juni 1972 2 Wochen \| 2 \| Tony Christie \| (Is This the Way To) Amarillo? Sedaka, Greenfield \| – \| \| 19. Juni 1972 – 9. Juli 1972 3 Wochen (insgesamt 4) \| 4 \| Chicory Tip \| Son of My Father Giorgio Moroder, Pete Bellotte \| – \| \| 10. Juli 1972 – 24. September 1972 11 Wochen (insgesamt 13) \| 13 \| Camilo Sesto \| Algo de Mi Camilo Blanes \| – \| \| 25. September 1972 – 1. Oktober 1972 1 Woche \| 1 \| Los Diablos \| Oh Oh July \| – \| \| 2. Oktober 1972 – 8. Oktober 1972 1 Woche (insgesamt 13) \| 13 \| Camilo Sesto \| Algo de Mi Camilo Blanes \| – \| \| 9. Oktober 1972 – 15. Oktober 1972 1 Woche \| 1 \| The Popcorn Makers \| Popcorn Gershon Kingsley \| – \| \| 16. Oktober 1972 – 22. Oktober 1972 1 Woche (insgesamt 13) \| 13 \| Camilo Sesto \| Algo de Mi Camilo Blanes \| – \| \| 23. Oktober 1972 – 11. Februar 1973 16 Wochen \| 16 \| Andy Williams \| Speak Softly Love Larry Kusik, Nino Rota \| – \| |                                       |                                       |                                                       |                           |
| |                                       |                                       |                                                       | → 1973 →                  |
| Zeitraum | Wo. ges.                              | Interpret                             | Titel Autor(en)                                       | Zusätzliche Informationen |
| (Zeitraum, Wochen auf Platz eins, Interpret, Titel, Autor[en], zusätzliche Informationen) |                                       |                                       |                                                       |                           |
| 25. Oktober 1971 – 9. Januar 1972 11 Wochen | 11                                    | Pop Tops                              | Mamy Blue Hubert Giraud, Phil Trim                    | –                         |
| 10. Januar 1972 – 19. März 1972 10 Wochen | 10                                    | Jeanette                              | Soy Rebelde Manuel Alejandro, Ana Magdalena           | –                         |
| 20. März 1972 – 26. März 1972 1 Woche | 1                                     | Redbone                               | The Witch Queen of New Orleans Pat Vegas, Lolly Vegas | –                         |
| 27. März 1972 – 2. April 1972 1 Woche | 1                                     | Micky                                 | El chico de la armónica José Fernando Arbex Miró      | –                         |
| 3. April 1972 – 9. April 1972 1 Woche | 1                                     | Redbone                               | The Witch Queen of New Orleans Pat Vegas, Lolly Vegas | –                         |
| 10. April 1972 – 21. Mai 1972 6 Wochen | 6                                     | Mari Trini                            | Yo No Soy Esa Pat Vegas, Lolly Vegas                  | –                         |
| 22. Mai 1972 – 28. Mai 1972 1 Woche (insgesamt 4) | 4                                     | Chicory Tip                           | Son of My Father Giorgio Moroder, Pete Bellotte       | –                         |
| 29. April 1972 – 4. Juni 1972 6 Wochen | 6                                     | Paul McCartney                        | Give Ireland Back to the Irish Paul, Linda McCartney  | –                         |
| 5. Juni 1972 – 18. Juni 1972 2 Wochen | 2                                     | Tony Christie                         | (Is This the Way To) Amarillo? Sedaka, Greenfield     | –                         |
| 19. Juni 1972 – 9. Juli 1972 3 Wochen (insgesamt 4) | 4                                     | Chicory Tip                           | Son of My Father Giorgio Moroder, Pete Bellotte       | –                         |
| 10. Juli 1972 – 24. September 1972 11 Wochen (insgesamt 13) | 13                                    | Camilo Sesto                          | Algo de Mi Camilo Blanes                              | –                         |
| 25. September 1972 – 1. Oktober 1972 1 Woche | 1                                     | Los Diablos                           | Oh Oh July                                            | –                         |
| 2. Oktober 1972 – 8. Oktober 1972 1 Woche (insgesamt 13) | 13                                    | Camilo Sesto                          | Algo de Mi Camilo Blanes                              | –                         |
| 9. Oktober 1972 – 15. Oktober 1972 1 Woche | 1                                     | The Popcorn Makers                    | Popcorn Gershon Kingsley                              | –                         |
| 16. Oktober 1972 – 22. Oktober 1972 1 Woche (insgesamt 13) | 13                                    | Camilo Sesto                          | Algo de Mi Camilo Blanes                              | –                         |
| 23. Oktober 1972 – 11. Februar 1973 16 Wochen | 16                                    | Andy Williams                         | Speak Softly Love Larry Kusik, Nino Rota              | –                         |

Siehe auch: Nummer-eins-Hits 1972 in  Australien, Belgien, Deutschland, Finnland, Frankreich, Irland, Italien, Japan, Kanada, Neuseeland, den Niederlanden, Norwegen, Österreich, der Schweiz, den Vereinigten Staaten und im Vereinigten Königreich.